# EMI Classics
EMI Classics es una compañía discográfica británica especializada en música clásica. Fue fundada en 1990.

## Historia
La compañía fue creada en 1990 para reducir la necesidad de crear un empaquetamiento y catálogos específicos para cada país para lanzamientos de música clásica distribuidos internacionalmente. Sustituyó a las marcas Angel y His Master's Voice (Dog & Trumpet), que, sin embargo, siguieron utilizándose en algunos territorios.
Las grabaciones clásicas se lanzaban antes de manera simultánea bajo las combinaciones de Angel, Seraphim, Odeon, Columbia, His Master's Voice, y otros sellos, en parte porque los competidores eran propietarios de estos nombres en varios países. Se han amparado ahora bajo el paraguas de la EMI Classics para evitar problemas de marca comercial. Los lanzamientos creados para la distribución en países específicos aún se distribuyen bajo los nombres históricos, excepto con Columbia pues EMI vendió el nombre Columbia a Sony Music Entertainment.  El logo rojo se remonta a los lanzamientos del Red Seal, introducidos por el predecesor de EMI la compañía Gramophone en 1902. Los lanzamientos clásicos HMV tienen etiquetas rojas. EMI Classics también incorpora el sello Virgin Classics.
En 2007 EMI Group Plc llevó a cabo una reestructuración de sus sellos discográficos y EMI Classics pasó a formar parte del grupo británico Angel Music Group. En 2013 tras la adquisición de Parlophone Label Group por parte de Warner Music Group (formado por la desinversión del antiguo propietario final EMI Group Ltd.), EMI Classics pasó a formar parte de Warner Classics. Tras la adquisición, muchos de los antiguos lanzamientos de EMI Classics se reeditaron en Warner Classics / Erato.

## Artistas
- Compositores: Thomas Adès, Craig Armstrong, Howard Goodall, Karl Jenkins, Jon Lord, Paul McCartney, Wim Mertens, Michael Nyman, Zbigniew Preisner, John Rutter, John Tavener, Michael Tippett, Mohammed Abdel Wahab.
- Directores: Claudio Abbado, John Barbirolli, Daniel Barenboim, Thomas Beecham, Adrian Boult, William Christie, Alan Curtis, Lawrence Foster, Wilhelm Furtwängler, Carlo Maria Giulini, Emmanuelle Haïm, Bernard Haitink, Vernon Handley, Daniel Harding, Richard Hickox, Mariss Jansons, Paavo Järvi, Herbert von Karajan, Rudolf Kempe, Otto Klemperer, John Lanchbery, Charles Mackerras, Neville Marriner, Jean Martinon, Kurt Masur, Ingo Metzmacher, Riccardo Muti, Roger Norrington, Antonio Pappano, Michel Plasson, André Previn, John Pritchard, Simon Rattle, Jérémie Rhorer, Wolfgang Sawallisch, Jeffrey Tate, Franz Welser-Möst, David Willcocks.

### Agrupaciones musicales
- Conjuntos de cámara: Ahn Trio, L'Arpeggiata, Artemis Quartet, Alban Berg Quartett, Belcea Quartet, Eroica Trio, Quatuor Ébène, Wiener Stringsextet, Libera

- Conjuntos corales y vocales: Cantorion, Choir of Clare College Cambridge, Coro de King's College (Cambridge), Christ Church Cathedral Choir, Oxford, John Alldis Choir, Kindred Spirits, King's Singers, Real Coro Filarmónico de Liverpool, Coro Sinfónico de Radio Berlín, Coro de la Abadía de Westminster, Coro de la Catedral de Winchester, Libera.
- Orquestas: Academy of Saint Martin in the Fields, Les Arts Florissants, Orquesta Filarmónica de Berlín, Le Cercle de l'Harmonie, Il Complesso Barocco, Le Concert d'Astrée, Deutsche Kammerphilharmonie Bremen, Orquesta de Cámara Inglesa, Orquesta Sinfónica Nacional de Estonia, Europa Galante, Orquesta Sinfónica de la Radio de Frankfurt, Orquesta de Cámara de Londres, Orquesta Filarmónica de Londres, Orquesta Sinfónica de Londres, Orquesta Filarmónica de Montecarlo, Orquesta Philharmonia, Royal Philharmonic Orchestra.

### Instrumentistas
- Pianistas: Simon Trpčeski, Leif Ove Andsnes, Piotr Anderszewski, Martha Argerich, Daniel Barenboim, Michel Béroff, Jonathan Biss, Youri Egorov, Ingrid Fliter, David Fray, Evgeny Kissin, Stephen Kovacevich, Li Yundi, Dong-Hyek Lim, Gabriela Montero, John Ogdon, Awadagin Pratt, André Previn, Anne Queffélec, Ayako Uehara, Lars Vogt, Alexis Weissenberg.

- Violinistas: Renaud Capuçon, Sarah Chang, Kyung-wha Chung, Vilde Frang, Jascha Heifetz (en HMV en los años 30), Nigel Kennedy, Yehudi Menuhin, Anne-Sophie Mutter, David Oistrakh, Itzhak Perlman, Nadja Salerno-Sonnenberg, Christian Tetzlaff, Maxim Vengerov, Frank Peter Zimmermann.

- Violonchelistas: Andreas Brantelid, Gautier Capuçon, Han-na Chang, Natalie Clein, Steven Isserlis, Julian Lloyd Webber, Jacqueline du Pré, Truls Mørk, Mstislav Rostropovich, Trey Lee Chui-yee, Robert Cohen.
- Trompetistas: Maurice André, Ole Edvard Antonsen, Alison Balsom, Markus Stockhausen.
- Guitarristas: Manuel Barrueco, Xuefei Yang.

- Oboístas: Christoph Hartmann.
- Clarinetistas: Sabine Meyer.

- Flautistas: Emmanuel Pahud, Ransom Wilson.
- Organistas: Naji Hakim.
- Sitaristas: Purbayan Chatterjee, Anoushka Shankar, Ravi Shankar.

### Cantantes
- Sopranos: Elly Ameling, Maria Callas, Patrizia Ciofi, Diana Damrau, Natalie Dessay, Véronique Gens, Angela Gheorghiu, Barbara Hendricks, Ruth Ann Swenson, Natasha Marsh, Mady Mesplé, Kate Royal, Elisabeth Schwarzkopf, Kiri Te Kanawa, Liping Zhang.
- Mezzosopranos: Janet Baker, Joyce DiDonato, Fairuz, Christa Ludwig, Réjane Magloire.
- Contraltos: Kathleen Ferrier, Umm Kalzum.
- Contratenores: Max Emanuel Cenčić, David Daniels, Philippe Jaroussky, Gérard Lesne.
- Tenores: Roberto Alagna, Alfie Boe, Ian Bostridge, Franco Corelli, George Dalaras, Plácido Domingo, Abdel Halim Hafez, Simon O'Neill, Rolando Villazón.
- Barítonos: Olaf Bär, Thomas Hampson.
- Bajos: Jonathan Lemalu, Willard White.
- Artistas crossover: Keedie Babb, Sarah Brightman, Celtic Tenors, Celtic Woman, Keith Emerson, Giorgia Fumanti, Lesley Garrett, Jane Gilchrist, John Wilson Orchestra, Myleene Klass, Libera, Mediæval Bæbes, Maksim Mrvica, Nigel Kennedy Quintet, The Planets, Anoushka Shankar, Vanessa-Mae, Wild.

## Series del catálogo
- 100 Best (6-CD serie económica)
- 20th Century Classics series (2-CD)
- American Classics
- Black Boxes (Virgin Classics 5-CD serie económica)
- British Composers
- Debut (serie de artistas en desarrollo)
- Encore (1-CD serie económica)
- EMI Masters
- EMI - The Home of Opera
- Gemini (2-CD serie a mitad de precio)
- Great Artists of the Century
- Great Recordings of the Century
- Historical (serie de grabaciones en dominio público)
- ICON series
- The Karajan Collection
- The Klemperer Legacy
- Legend (serie CD+DVD)
- Maria Callas Edition
- Opera Series (serie económica de ópera sin libreto)
- The Perlman Edition
- The Platinum Collection (3-CD serie económica de EMI UK)
- Recommends Series (serie de recomendaciones de Gramophone y Penguin Guide de EMI UK)
- Références (series históricas de EMI France)
- Rouge et Noir (2-CD serie a mitad de precio de EMI France)
- The Classics (Virgin Classics serie económica)
- Triples (3-CD serie económica)
- Veritas (Virgin Classics grabaciones instrumentales originales)
- Virgin de Virgin
- Virgo (Virgin Classics serie económica)